# Classe Džejran
Classe Dzheryan è il nome NATO della classe di hovercraft da sbarco sovietici Progetto 1232.1 Aist.

## Caratteristiche
I grandi hovercraft della marina sovietica classe ‘Aist’ sono stati tra le più notevoli realizzazioni di questa categoria di navi. Essi hanno preso il via con un prototipo varato dai cantieri navali di Leningrado nel 1970, la produzione è partita l'anno dopo per terminare nel 1980, al ritmo di circa 2 esemplari l'anno, per un totale di 20.
La loro struttura è simile a quella delle navi inglesi Classe Mountbatten, ma molto più pesante. Essi hanno un grande scafo in lega leggera, con discrete capacità nautiche, un'enorme skirt di gomma dalla forma caratteristica tiene il cuscino d'aria.  L'apparato motore è costituito da turbine a gas, addirittura da 12000 hp l'una, tanto che esse sono comparabili, e forse derivate, da quelle che in 4 esemplari motorizzano i Tu-95 Bear. Esse danno il moto a 4 ventole di sostentamento, ma soprattutto caratteristica è la presenza di 4 ventole di spinta, non intubate. Le loro eliche sono sistemate in maniera contrapposta: 2 sono orientate verso l'indietro, e sono spingenti, le altre 2 sono traenti, orientate verso l'avanti, ed esse ‘guardano’ verso le altre 2, sistemate davanti e spingenti. Il vano di carico è come al solito, al centro del veicolo, circondato dalle ventole di sostentamento, presenti a gruppi di 2 per lato assieme probabilmente anche a una turbina.
Sul davanti della stiva vi è un grande portellone, che permette al carico di scendere rapidamente in mare o su terraferma. Esso si compone di 4 carri leggeri PTR-76 e 50 soldati di fanteria di marina, oppure altre combinazioni, inclusi 2 carri tipo T-55 o successivi. Praticamente, si tratta di un carico quasi comparabile con quello dell'An-22 ‘Cock’ di base a terra (4 motori da 15000 hp). Essi sono troppo grandi per operare dalle navi da sbarco sovietiche, e così eseguono azioni di assalto autonome, anche se coordinate. La loro capacità di autodifesa si basa su 2 torri da 30mm AK-230, come quelle delle navi classe Osa, che svettano minacciose ai lati del portellone di prua, collegate al radat Drum Tilt installato sul corto e leggero albero a traliccio alla sommità della nave. Le dimensioni dei mezzi sono poi indicative, perché è noto che vi sono stati alcuni tipi di modifiche, come uno scafo più lungo e piani di coda ingranditi,  man mano che vi è stata la produzione in serie.
Gli ‘Aist’, certamente tra le più impressionanti navi della loro categoria, hanno rappresentato per la marina sovietica una costosa realizzazione, ma nondimeno sono state delle imbarcazioni molto interessanti, con grandi capacità di assalto anfibio. La loro distribuzione è stata assicurata solo alla Flotta del Baltico e quella del Mar Nero, le minori delle 4 flotte sovietiche.
I loro successori sono stati gli Zubr, chiamati Pomornik dalla Nato, che sono ancora più potenti e impressionanti, ma la loro produzione non è stata altrettanto consistente e certamente, pur essendo l'ultima parola in fatto di hovercraft d'assalto anfibio, hanno dimostrato un peggior rapporto costo-efficacia.